# روجر غاريت (ممثل)
روجر غاريت (بالإنجليزية: Roger Garrett)‏ مواليد 16 يوليو 1940 في لوس أنجلوس، الولايات المتحدة - الوفاة 23 مايو 2000 في لاس فيغاس، الولايات المتحدة، هو ممثل أمريكي.

## الأعمال
- بيويتشد
- آي دريم أوف جيني
- لافيرن وشيرلي

## روابط خارجية
- روجر غاريت على موقع IMDb (الإنجليزية)
- روجر غاريت على موقع قاعدة بيانات الفيلم (الإنجليزية)